# Лекок, Морис
Морис Лекок (фр. Maurice Lecoq; 26 марта 1854, Анже, Франция — 16 декабря 1925, Анже, Франция) — французский стрелок, призёр летних Олимпийских игр и призёр чемпионатов мира.

## Летние Олимпийские игры
На летних Олимпийских играх 1900 в Париже Лекок участвовал в соревнованиях по стрельбе из пистолета и винтовки. В одиночном пистолетном состязании он занял 11-е место, набрав 429 очков. В командном его сборная заняла второе место, выиграв серебряные награды.
В винтовочной стрельбе стоя Лекок занял 19-е место с 268 очками, с колена 22-ю позицию с 271 баллами, и лёжа 25-е место с 284 очками. В стрельбе из трёх позиций, в которой все ранее набранные очки складывались, он стал 21-м. В командном соревновании его сборная стала третьей, получив бронзовые награды.
На неофициальных летних Олимпийских играх 1906 в Афинах Лекок стал чемпионом в скоростном произвольном пистолете на 25 м и дважды бронзовым призёром в стрельбе из дуэльного пистолета на 20 м и из произвольной винтовки среди команд. Однако эти медали не признаются МОКом, и они не считаются официальными.
На следующих летних Олимпийских играх 1908 в Лондоне Лекок получил ещё одну бронзовую награду в командной стрельбе из винтовки с трёх позиций. Также он соревновался в индивидуальном состязании, и занял в нём 31-е место.

## Чемпионаты мира
Лекок участвовал на чемпионатах мира с 1897 по 1911. В итоге он выиграл пять серебряных медалей и восемь бронзовых.